# Gatorade Center
Gatorade Center (znana również jako Elysée Arena, Typhon, Turkuhalli i HK Arena) – hala widowiskowo-sportowa w Turku w Finlandii, otwarta w 1990 roku. W hali odbywają się zawody w hokeju na lodzie oraz koncerty. Jej pojemność wynosi 11 820 osób. Hala była trzykrotnie miejscem rozgrywania spotkań Mistrzostw świata w hokeju na lodzie w latach: 1991, 1997 oraz 2003.

## Historia
Hala została wybudowana na potrzeby Mistrzostw Świata w hokeju na lodzie, podczas których była główną halą rozgrywek. Odbyły się tutaj m.in. mecze fazy grupowej oraz fazy finałowej turnieju. Była pierwszą halą w Finlandii, której pojemność była większa niż 10 tysięcy osób. Dopiero w 1997 większą halę w tym państwie otworzono w Helsinkach – Hartwall Arena. Po opuszczeniu przez Jokerit ligi SM-liiga, jest największą halą w tych rozgrywkach.
Halę otworzył 25 listopada 1990 roku pełniący wtedy funkcję ministra transportu, Ilkka Kanerva. Pierwszy mecz hokejowy, który odbył się właśnie w tym dniu rozegrany został pomiędzy TPS Turku, a SaiPą. Hala została odnowiona w latach 1996–1997, podczas renowacji powstało m.in. kolejne wejście, czy też restauracja. Koszt renowacji wyniósł 6 milionów euro.

## Koncerty
W hali odbyły się m.in. koncerty:
- Enrique Iglesiasa 6 kwietnia 2011 roku w ramach trasy Euphoria Tour
- Bruce’a Springsteena 7 i 8 maja 2013 roku w ramach trasy Wrecking Ball World Tour
- Od 1991 odbywa się tutaj największa impreza muzyki chrześcijańskiej w krajach skandynawskich organizowana przez fińskich luteranów – Maata Näkyvissä Festival.